# Bailey Ashford
Bailey Ashford (ur. 18 września 1873 w Waszyngtonie, zm. 1 listopada 1934 w San Juan) – amerykański lekarz. Był pionierem w leczeniu anemii, a w czasie pobytu w Portoryko zorganizował i przeprowadził kampanię leczenia pasożytniczych nicieni. Podczas tej kampanii wyleczono 300 000 osób (jedną trzecią populacji Portoryko), a wskaźnik zgonów z powodu towarzyszącej pasożytniczym nicieniom anemii zmniejszył się o 90 procent.

## Życiorys
Wykształcenie ogólne zdobył w szkołach publicznych i na Uniwersytecie Columbia (obecnie George Washington University). W 1896 roku ukończył Georgetown University School of Medicine. Pełnił funkcję lekarza rezydenta w kilku okolicznych szpitalach. W 1897 r. uzyskał stopień porucznika w United States Army Medical Corps, w 1898 r. jako lekarz wojskowy towarzyszył wyprawie wojskowej do Puerto Rico podczas wojny amerykańsko-hiszpańskiej. Osiadł na stałe w Portoryko, gdzie wykładał na pełen etat w School of Tropical Medicine w San Juan w Portoryko. Odegrał dużą rolę w założeniu tej szkoły. Poślubił miejscową kobietę, Marię López Nussa. Mieli troje dzieci.
Podczas I wojny światowej został wysłany do Francji, gdzie pełnił funkcję dowódcy Pierwszej Dywizji Departamentu Medycznego Armii. W 1916 awansował na podpułkownika, rok później na pułkownika. Po wojnie został przydzielony do San Juan w Portoryko. W 1928 r. przeszedł na emeryturę. Zmarł we własnym domu. Pochowany został na cmentarzu wojskowym Fort Brooke, ale w 1954 jego szczątki zostały przeniesione i ponownie pochowane nacmentarzu narodowym Puerto Rico w mieście Bayamón.

## Praca zawodowa
W 1899 roku jako pierwszy opisał i skutecznie wyleczył nicienie północnoamerykańskie. Był niestrudzonym klinicystą i przeprowadził wyczerpujące badanie anemii spowodowanej inwazją tych nicieni, która była główną przyczyną śmierci i powodowała 12 000 zgonów rocznie. W latach 1903–1904 wraz ze swoim kolegą Pedro Gutiérrezem Igaravídezem zorganizował i przeprowadził kampanię edukacyjną i leczenie pasożytów, w ramach której leczono około 300 000 osób (jedną trzecią populacji Portoryko). Po tej kampanii śmiertelność z powodu anemii o 90 procent. Dzięki profesorowi Charlesowi Wardellowi Stilesowi, z którym Ashford współpracował, podobną kampanię walki z nicieniami przeprowadzono na amerykańskim Południu. Sfinansował ją John D. Rockefeller.
W 1911 roku zainicjował utworzenie Instytutu Medycyny Tropikalnej (później przemianowanego na Szkołę Medycyny Tropikalnej) w Portoryko. Naciskał na uchwalenie ustawy upoważniającej szkołę. Szkoła ta została formalnie otwarta w 1925 r. Prowadził kampanię na rzecz rozwoju „prawdziwej szkoły medycyny tropikalnej w amerykańskich tropikach”.
Zajmował się także grzybicami. Jako pierwszy opisał gatunek Monilia parapsilosis (obecnie Candida parapsilosis), wywołujący kandydozę. W naukowych nazwach utworzonych przez niego taksonów dodawane jest jego nazwisko Ashford.

## Odznaczenia
W 1911 roku Ashford otrzymał honorowy tytuł doktora nauk na Uniwersytecie Georgetown. W 1915 roku został nominowany do Nagrody Nobla w dziedzinie fizjologii lub medycyny przez profesorów tego uniwersytetu. W 1925 roku został odznaczony Medalem za Wybitną Służbę za służbę w I wojnie światowej.
W 1941 roku Amerykańskie Towarzystwo Medycyny Tropikalnej i Higieny ustanowiło „Medal Baileya K. Ashforda”. Jest on przyznawany za wybitną pracę w medycynie tropikalnej pracownikowi na wczesnym lub średnim etapie kariery. Pierwszą osobą, która otrzymała nagrodę, był Lloyd E. Rozeboom. Medal przyznawany jest co roku, a może być przyznanych więcej niż jedno wyróżnienie.